# Scottish First Division 1999-2000
La Scottish First Division 1999-2000 è stata la 94ª edizione della seconda serie del campionato di calcio scozzese, la 5ª edizione nel formato corrente di 10 squadre, sotto l'organizzazione della Scottish Football League (SFL). La stagione è iniziata il 7 agosto 1999 e si è conclusa il 6 maggio 2000.

Il St. Mirren ha vinto il campionato ed è stato promosso in Scottish Premier League. Il Dunfermline, secondo classificato, è stato promosso per l'allargamento della Premier League a 12 squadre.

Il Clydebank è stato retrocesso in Scottish Second Division.

## Stagione

### Novità
Dalla First Division 1998-1999 è stato promosso in Premier League 1999-2000 l'Hibernian, primo classificato. L'Hamilton Academical e lo Stranraer sono stati retrocessi in Second Division 1999-2000.

Dalla Premier League 1998-1999 è stato retrocesso il Dunfermline.
Dalla Second Division 1998-1999 sono stati promossi il Livingston, primo classificato e l'Inverness, secondo classificato.

### Formula
Il campionato è composto di 10 squadre che si affrontano in un doppio girone di andata-ritorno per un totale di 36 giornate.

La prima classificata viene promossa direttamente in Scottish Premier League. Le ultime due classificate vengono retrocesse direttamente in Scottish Second Division.

## Squadre partecipanti
| Club          | Città       | Stadio              | Stagione precedente         |
| ------------- | ----------- | ------------------- | --------------------------- |
| Airdrieonians | Airdrie     | Excelsior Stadium   | 4º posto                    |
| Ayr Utd       | Ayr         | Somerset Park       | 3º posto                    |
| Clydebank     | Clydebank   | Holm Park           | 7º posto                    |
| Dunfermline   | Dunfermline | East End Park       | 12º posto in Premier League |
| Falkirk       | Falkirk     | Falkirk Stadium     | 2º posto                    |
| Morton        | Greenock    | Cappielow Park      | 6º posto                    |
| Inverness     | Inverness   | Caledonian Stadium  | 2º posto in Second Division |
| Livingston    | Livingston  | Energy Assets Arena | 1º posto in Second Division |
| Raith Rovers  | Kirkcaldy   | Stark's Park        | 8º posto                    |
| St. Mirren    | Paisley     | St. Mirren Park     | 5º posto                    |

## Classifica finale
|  | Pos. | Squadra       | Pt | G  | V  | N  | P  | GF | GS | DR  |
|  | ---- | ------------- | -- | -- | -- | -- | -- | -- | -- | --- |
|  | 1.   | St. Mirren    | 76 | 36 | 23 | 7  | 6  | 75 | 39 | +36 |
|  | 2.   | Dunfermline   | 71 | 36 | 20 | 11 | 5  | 66 | 33 | +33 |
|  | 3.   | Falkirk       | 68 | 36 | 20 | 8  | 8  | 67 | 40 | +27 |
|  | 4.   | Livingston    | 64 | 36 | 19 | 7  | 10 | 60 | 45 | +15 |
|  | 5.   | Raith Rovers  | 59 | 36 | 17 | 8  | 11 | 55 | 40 | +15 |
|  | 6.   | Inverness     | 49 | 36 | 13 | 10 | 13 | 60 | 55 | +5  |
|  | 7.   | Ayr Utd       | 38 | 36 | 10 | 8  | 18 | 42 | 52 | -10 |
|  | 8.   | Morton        | 36 | 36 | 10 | 6  | 20 | 45 | 61 | -16 |
|  | 9.   | Airdrieonians | 29 | 36 | 7  | 8  | 21 | 29 | 69 | -40 |
|  | 10.  | Clydebank     | 10 | 36 | 1  | 7  | 28 | 17 | 82 | -65 |

Legenda:

      Promossa in Premier League 2000-2001
      Retrocesse in Second Division 2000-2001
Tre punti a vittoria, uno a pareggio, zero a sconfitta.
La classifica viene stilata secondo i seguenti criteri:
- Punti conquistati
- Differenza reti generale
- Reti totali realizzate
- Punti realizzati negli scontri diretti
- Differenza reti negli scontri diretti
- Reti realizzate negli scontri diretti

### Verdetti
- St. Mirren vincitore della Scottish First Division e promosso in Scottish Premier League 2000-2001
- Dunfermline promosso in Scottish Premier League 2000-2001
- Clydebank retrocesse in Scottish Second Division 2000-2001.

## Statistiche

### Classifica marcatori
| Gol |  |  | Giocatore       | Squadra      |
| --- |  |  | --------------- | ------------ |
| 19  |  |  | Mark Yardley    | St. Mirren   |
| 16  |  |  | Stevie Crawford | Dunfermline  |
| 16  |  |  | Barry Lavety    | St. Mirren   |
| 15  |  |  | Brian McPhee    | Livingston   |
| 15  |  |  | David Bingham   | Livingston   |
| 14  |  |  | Glynn Hurst     | Ayr Utd      |
| 14  |  |  | Scott Crabbe    | Falkirk      |
| 12  |  |  | Barry Wilson    | Inverness    |
| 12  |  |  | Craig Dargo     | Raith Rovers |
| 11  |  |  | David Nicholls  | Falkirk      |

### Media spettatori
| Club          | Pos. | Media |
| ------------- | ---- | ----- |
| Dunfermline   | 2    | 4,959 |
| St. Mirren    | 1    | 4,946 |
| Livingston    | 4    | 3,974 |
| Falkirk       | 3    | 3,344 |
| Raith Rovers  | 5    | 3,165 |
| Inverness     | 6    | 2,282 |
| Ayr Utd       | 7    | 2,180 |
| Airdrieonians | 9    | 1,857 |
| Morton        | 8    | 1,356 |
| Clydebank     | 10   | 712   |